# Pieter Keijzer
Pieter Keijzer (Ámsterdam, 10 de abril de 1949) es un deportista neerlandés que compitió en vela en la clase Soling. Ganó una medalla de plata en el Campeonato Europeo de Soling de 1979.

## Palmarés internacional
| Campeonato Europeo | Campeonato Europeo    | Campeonato Europeo | Campeonato Europeo |
| Año                | Lugar                 | Medalla            | Clase              |
| ------------------ | --------------------- | ------------------ | ------------------ |
| 1979               | La Rochelle (Francia) | Medalla de plata   | Soling             |